# Z213: Exit
Z213: Exit es la primera pieza de la trilogía Poena Damni del escritor griego Dimitris Lyacos. Pese a ser el primero en el orden narrativo, el libro fue el último de los tres en ser publicado. La obra se desarrolla como una sucesión de anotaciones en un diario en el que se registran las solitarias experiencias de un desconocido, que recuerda al personaje de Ulises,  a lo largo de un viaje en tren que gradualmente se transforma en un análisis interior sobre los límites del mundo subjetivo y la realidad exterior. La travesía es también similar a una búsqueda religiosa con varias menciones bíblicas, sobre todo del Antiguo Testamento, insertadas en un texto que a menudo es fragmentado y carece de puntuación.  Muchos críticos sitúan Z213: Exit en un contexto posmoderno descubriendo afinidades con escritores como Samuel Beckett y Cormac McCarthy mientras otros subrayan sus vínculos modernistas y una sólida base de textos clásicos y religiosos.

## Sinopsis
La obra relata, en lo que se lee como un diario personal escrito tanto en verso como en una prosa poética posmoderna, las travesías de un hombre que escapa de un edificio custodiado, en un ambiente aterredor como después del Apocalipsis. En los capítulos iniciales del libro, el narrador/protagonista huye de lo que parece un encarcelamiento en un edificio que consta de pabellones y empleados y desde el cual las personas son trasladadas sin razón para ser echadas en pozos. El fugitivo deja el "campamiento" para llegar a la estación de trenes más cercana y empieza un viaje que registra en una libreta parecida a una Biblia que él convierte en su diario.  A medida que el viaje continúa, se produce una creciente sensación de paranoia y la idea de ser perseguido se convierte en la preocupación más fuerte. Sin embrargo, no hay perseguidores que identificar a lo largo del viaje y la supuesta caza sigue siendo un misterio hasta el final. El entorno parece aludir a un Estado futurístico decandete de tipo totalitario. El viaje está mapeado de forma indeterminada a pesar de las referencias indirectas que crean la sensación de vacío espacio/tiempo. El narrador parece avanzar mientras, al mismo tiempo, está sumido en sus visiones de pesadillas. Z213: Exit termina con la descripción de un sacrificio en el que el protagonista y “personas hambrientas haciendo un banquete” cocinan un cordero en el asador, cortando y desollando su cuerpo que aún echaba balidos y quitando sus entrañas como si estuvieran respetando un rito sagrado. La atmósfera es intensificada por el entorno totalmente desolador, que podría ser (nunca se menciona) el resultado de una guerra que ha dejado el paisaje en ruinas. La impresión general es la de una misión religiosa o de una experiencia escatológica.

## Título
El título de la obra parece presentar un caso de sobredeterminación y varias propuestas han sido expresadas por académicos y críticos señalando diferentes indicaciones en el texto. La impresión general es que, dado el contenido del libro que parece un diario ficticio de un fugitivo, Z213 pueda indicar el número exclusivo de un prisionero, de un pabellón o sección de un presunto centro de detención. Se han propuesto otras interpretaciones como las siguientes:
- 1.	El momento inicial de la salida del protagonista desde la estación de trenes, es decir a las 21.30 horas. La misma travesía alude a Ulises y a Moisés, dos viajeros prototípicos.[13]
- 2.	En el Evangelio de Mateo 2:13 un ángel solicita a María y a José a que huyan de Egipto a fin de evitar la masacre de Herodes.[13]
- 3.	1313 – es decir el 13 repetido dos veces – es el año de la Travesía del Mar Rojo así como el año de la Revelación en el Monte Sinaí.[14]
- 4.	En el año 213 a. C. tuvo lugar en China la mayor quema de libros por orden del Emperador Qin Shi Huang.[13]
- 5.	El 213 d. C. es el año de la realización de la Constitutio Antoniniana gracias a la que todos los hombres libres tenían el derecho de ser ciudadanos Romanos a excepción de los Dediticii. El libro hace referencia explícita a ellos y a una situación de apatridia.[13]
- 6.	En el libro se hace mención indirecta a una sustancia desconocida que parece provocar alucinaciones: según el personaje del libro, la Z es la segunda letra del nombre de la sustancia seguida por “unos números”.[15]
- 7.	La letra Z se refiere a la raíz de la palabra Azazel (לַעֲזָאזֵל la-aza'zeyl) que suele asociarse al “chivo expiatorio” en el desierto del Levítico 16. De hecho en el libro se hacen alusiones explícitas a fragmentos del Levítico.[16]

## Estilo
Z213: Exit alterna entre poesía y prosa para expresar los pensamientos íntimos y las experiencias de su personaje principal. Tropos poéticos se mezclan a un estilo casi telegráfico que omite artículos y conjunciones;, se utiliza la retórica típica de la forma de diario, principalmente coloquial, con violaciones y distorsiones gramaticales. Frases que flotan libremente y carencias crean en algunos casos una sintaxis quebrada y desestructurada, aparentemente estricta pero que deja unas escapatorias a través de las cuales se expresan las inquietudes del subconsciente. 
Las imágenes religiosas y el lenguaje de estilo bíblico resultan esenciales en la obra. Incluso hay citaciones del Antiguo Testamento y principalmente de la Torá así como referencias a la literatura griega clásica; la mayoría de las veces están tan integradas en el texto que se convierten en parte integrante de la narración del protagonista. A nivel lingüístico el mismo texto crea un entorno fragmentado que representa la fractura de las relaciones espaciales y temporales dentro del universo desvelado a lo largo del viaje. Por último, el texto parece lograr su propio estatuto independiente por organizarse y arreglarse él mismo.

## Historial di publicaciones y aprobaciones
La versión original en griego (título Z213: ΕΞΟΔΟΣ) se publicó por primera vez en 2009. La traducción al inglés de Shorsha Sullivan apareció en 2010 por la editorial Shoestring Press y obtuvo un número considerable de reseñas positivas. El crítico Michael O' Sullivan calificó el libro como "una descripción increíblemente oscura y atractiva de lo que puede ser descrito como una filosofía de salidas y entradas" y que puede "cómodamente instalarse entre obras como Ante la Ley de Kafka y el poema corto Mi camino está en la arena que fluye de Beckett". Robert Zaller, crítico literario y estudioso del poeta Robinson Jeffers, consideró el libro como "una de las obras más importantes y desafiantes que procede de Grecia en la pasada generación". Se considera a la obra como exponente característico de la técnica de la fragmentación en la literatura contemporánea mientras, al mismo tiempo, percibida como heredera de la poesía épica, moldeando la antigua tradición de la narrativa en un lenguaje posmoderno. Z213: EXIT pertenece al canon de los textos posmodernos publicados en el nuevo milenio y la trilogía Poena Damni de Lyacos es, sin duda, la obra griega más importante a lo largo de la historia del teatro y de la literatura posmoderna. En el comercio, el libro ha sido uno de los títulos más vendidos de la poesía griega contemporánea traducida al inglés. Una nueva versión revisitada (ISBN 9781910323625) apareció en octubre de 2016.

## Ulteriores lecturas
- Extractos de la trilogía traducidos en español. Revista Omnibus. Marzo de 2017. Traducción de Javier Aldabalde y Marcello Maio. http://www.omni-bus.com/n54/sites.google.com/site/omnibusn54/creacion/dimitris-lyacos.html
- Extractos de la trilogía traducidos en español. Revista Msur. Traducción de Alessandro Lo Coco. http://msur.es/2015/10/24/dimitris-lyacos/
- Un artículo especial sobre la trilogía de Dimitris Lyacos se encuentra en el Bitter Oleander Magazine que incluye largos fragmentos y una entrevista con el autor:

http://www.bitteroleander.com/editor.html
- Reseña de la trilogía Poena Damni en el Cleaver Magazine

http://www.cleavermagazine.com/poena-damni-trilogy-by-dimitris-lyacos-reviewed-by-justin-goodman/
- Un fragmento del libro en inglés en el Asymptote Journal que incluye el original griego y un enlace audio de la pieza recitadada por el autor.

http://www.asymptotejournal.com/poetry/dimitris-lyacos-z213-exit/
- Extractos de la trilogía traducidos en español. Traducción de Alessandro Lo Coco. http://msur.es/2015/10/24/dimitris-lyacos/